# Zderaz (okres Chrudim)
Zderaz (3., 6. p. Zderazi) je vesnice a obec v Pardubickém kraji v okrese Chrudim nacházející se na rozhraní Českomoravské vrchoviny a Východočeské tabule. Žije zde 273 obyvatel.

## Vesnice
Mezi turistické zajímavosti obce patří kaplička z konce 19. století, veřejnosti přístupné pískovcové sklepy, které sloužily v minulosti jako skalní obydlí. Původně zde bylo skalních domků 40, dochovalo se jich 27, veřejně dostupných je pouze několik, většina je na soukromých pozemcích. Tradice připomíná malé místní muzeum zaměřené na historii obce (tzv. „Zderazský domeček“) a několik staveb lidové architektury z 19. až první poloviny 20. století. V obci je v provozu obchod se smíšeným zbožím, restaurace[zdroj?], rehabilitační a rekreační středisko s veřejným přírodním koupalištěm před střediskem. Poblíž Obecního úřadu je vyřezávaná dřevěná socha "siláka Strachoty". Skalní obydlí je možné si prohlédnout s průvodcem, který bydlí vedle. 
Obec Zderaz je členem Sdružení obcí Toulovcovy Maštale a mikroregionu Litomyšlsko.

## Okolí
Okolí obce ja zajímavé zejména z hlediska přírodovědného. Zderaz leží na okraji přírodní rezervace Toulovcovy maštale, nedaleko od vesnice se nachází přírodní památka Pivnice. Blízká krajina je tvořena zejména borovými, smrkovými a smíšenými lesy s výchozy pískovců, opuk a žul. Široké okolí je protkáno hustou sítí cyklostezek. V okolí je město Skuteč (asi 9 km), kde je možné navštívit zajímavé obuvnické a kamenické muzeum (vedle náměstí). Asi 5 km vzdálená obec Nové Hrady s rokokovým zámkem stejného jména přezdívaný "Malý Schönbrunn" nebo "České Versailles" s mnoha zajímavostmi, kam patří samotný zámek, zámecká zahrada s bludištěm a venkovním divadlem, První cyklistické muzeum a další. Zderaz přímo sousedí s městem Proseč u Skutče, které je známé pobytem bratří Mannů a Muzeem dýmek.

## Galerie

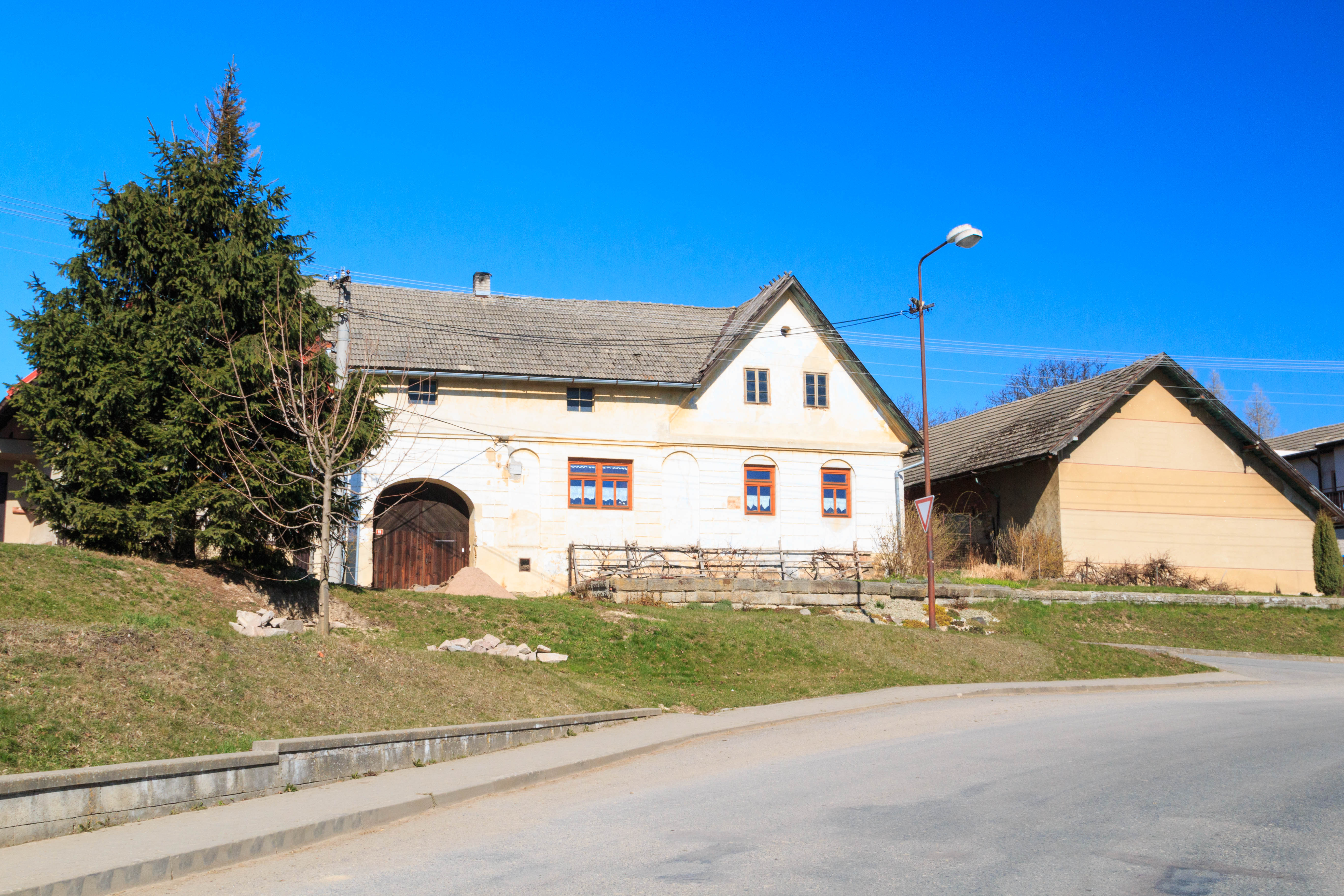
Dům čp. 11
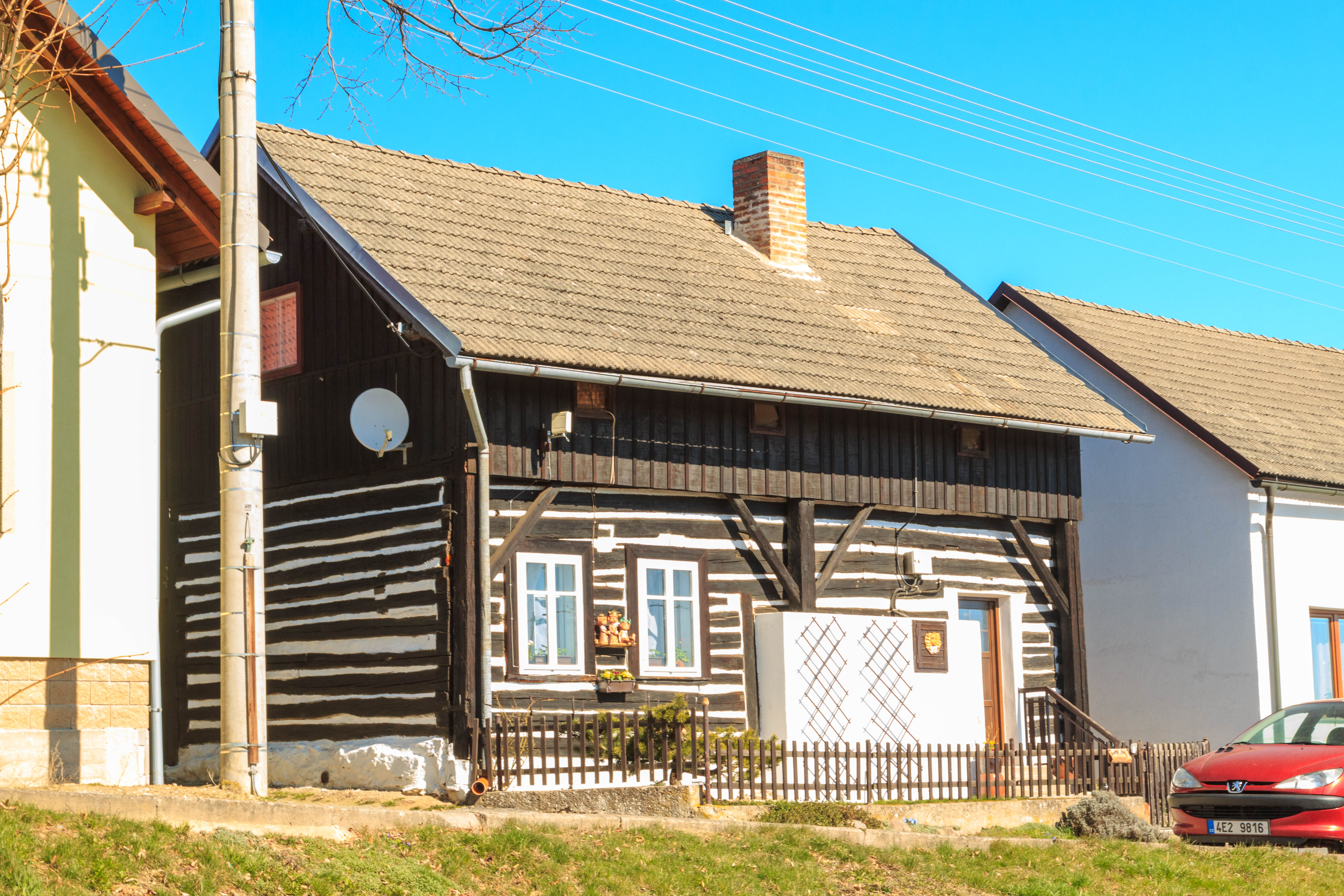
Dům čp. 7
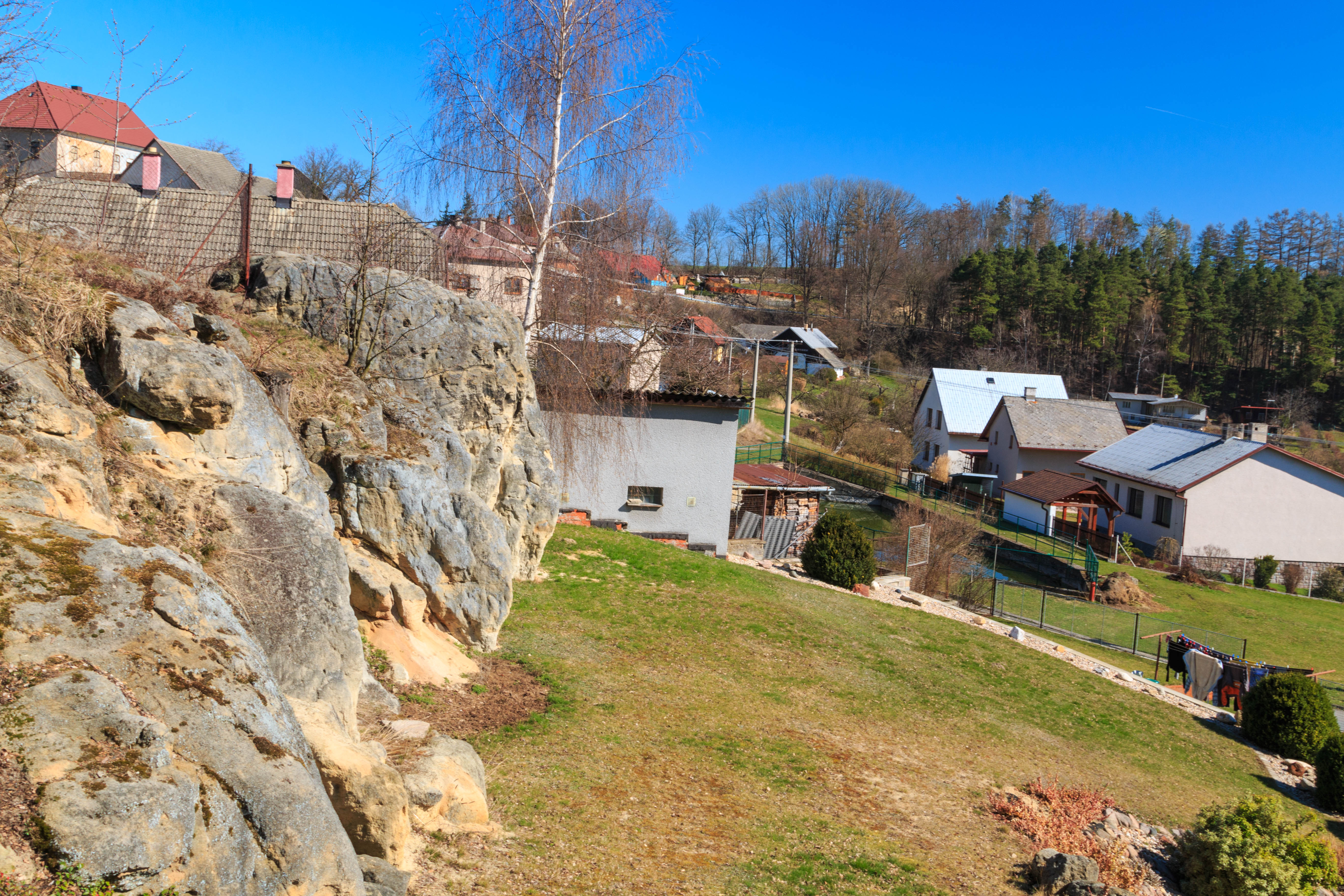
U skalních obydlí
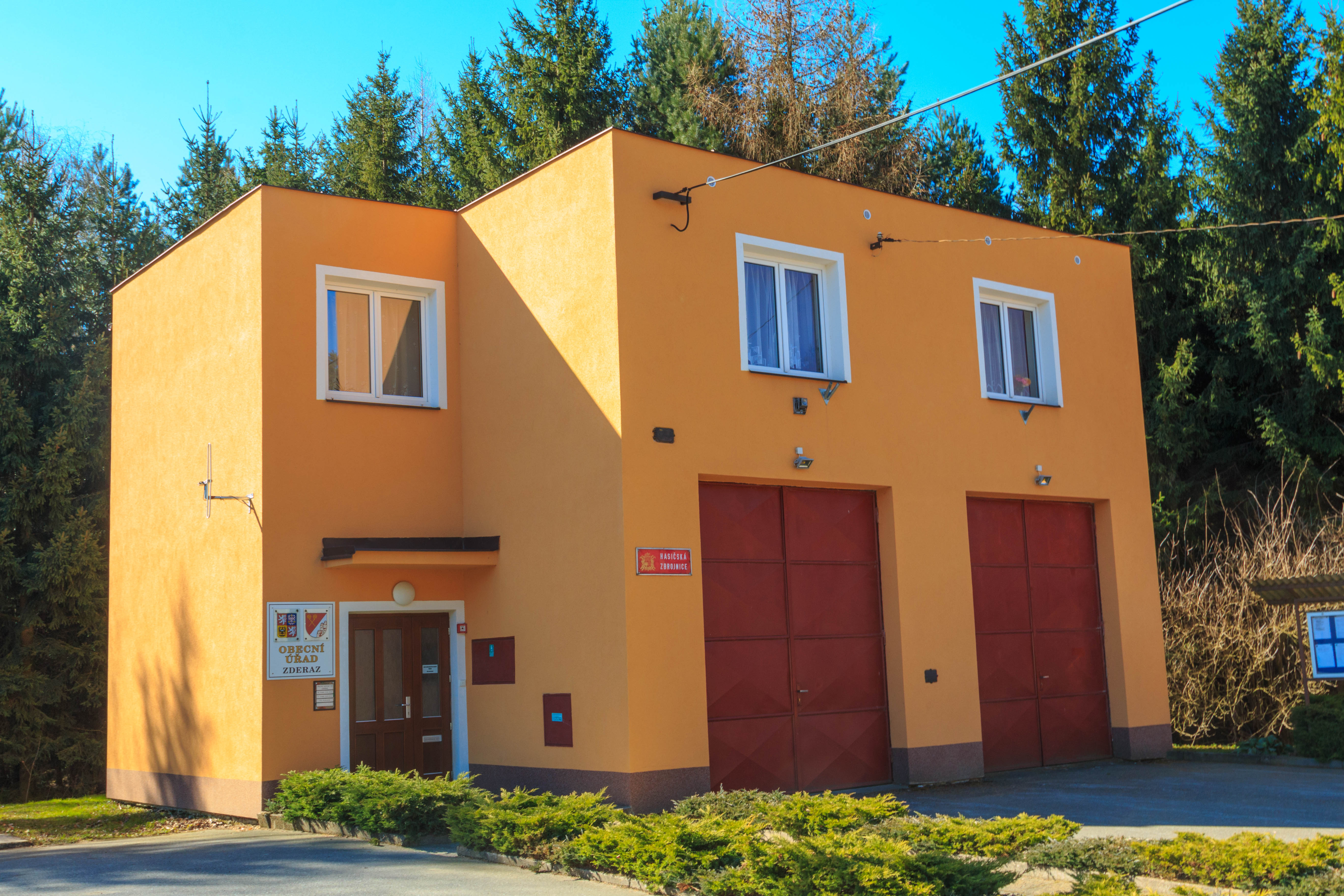
Obecní úřad
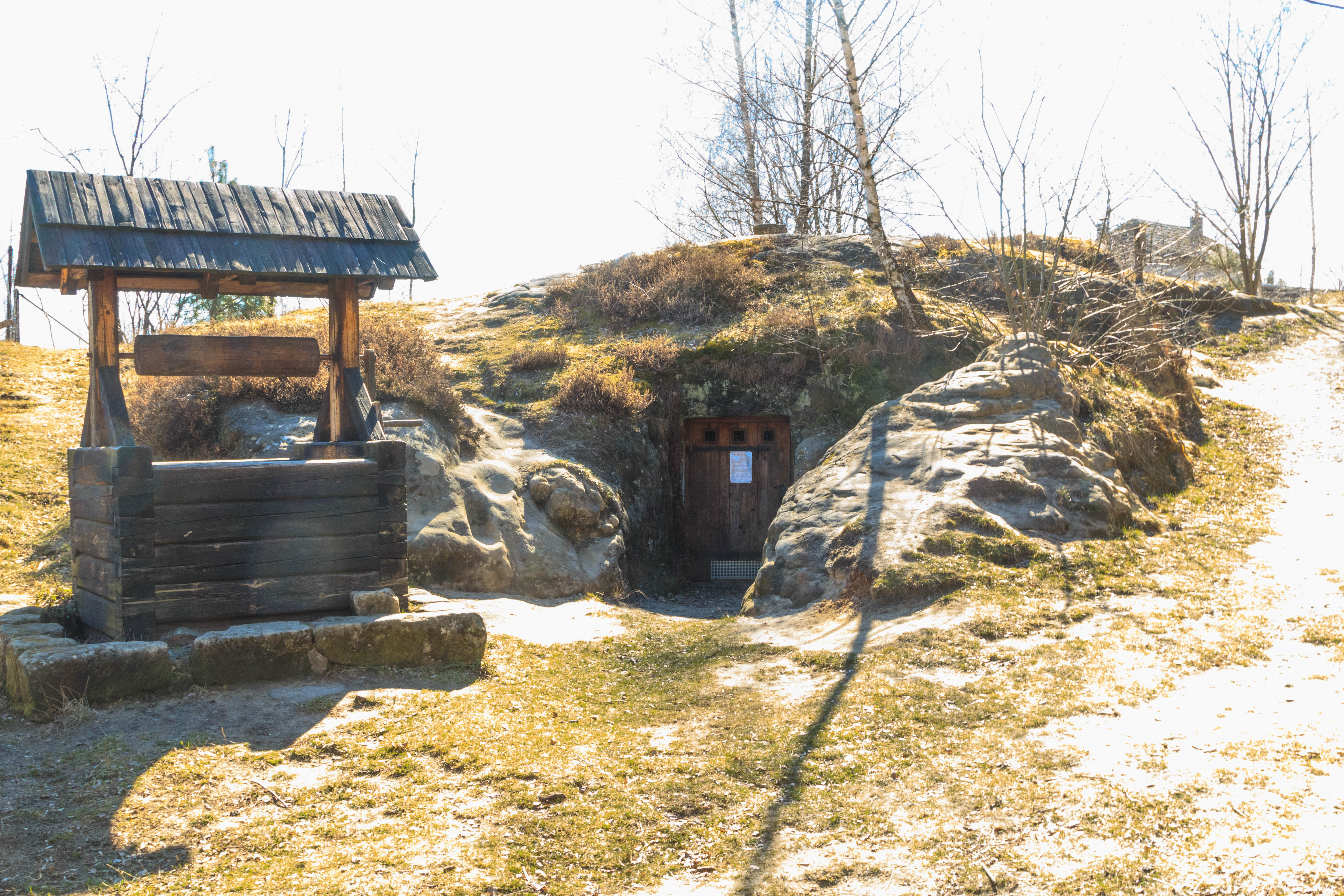
Skalní obydlí
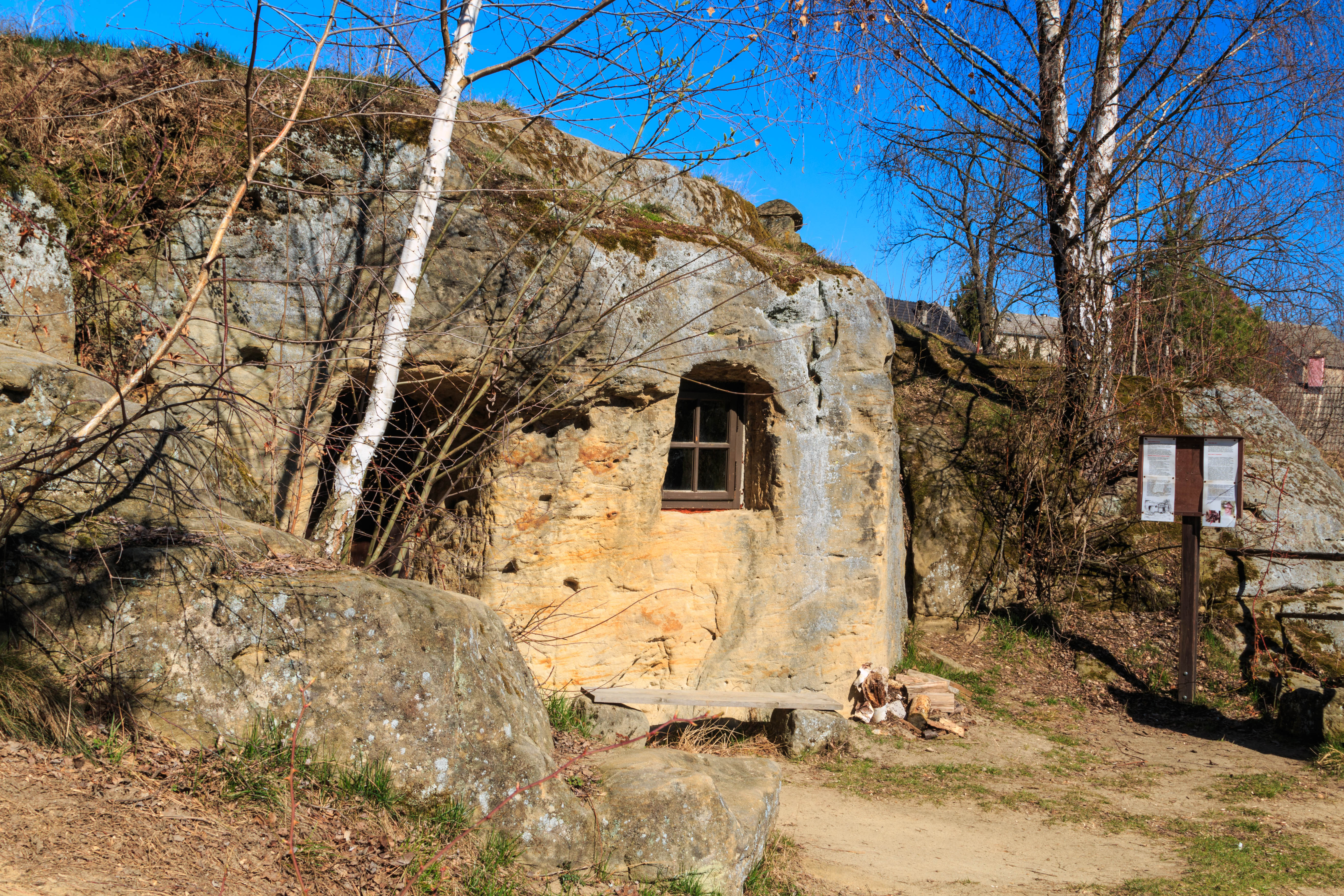
Přístupné skalní obydlí (expozice)